# دان ئی. فانتلروی
دان ئی. فانتلروی (انگلیسی: Don E. FauntLeRoy؛ زادهٔ ۵ مهٔ ۱۹۵۳) فیلم‌بردار و کارگردان فیلم اهل ایالات متحده آمریکا است. وی با ویکتور سالوای کارگردان در فیلم‌هایی از جمله جیپرز کریپرز، جیپرز کریپرز ۲ و خانه تاریک همکاری داشته‌است.